# Данило Илич
Данило Илич (на сръбски: Данило Илић; 1891 – 3 февруари 1915) е босненски сърбин, революционер и един от участниците в атентата срещу ерцхерцога Франц Фердинанд в Сараево през юни 1914 г., което послужва като формален повод за започване на Първата световна война.

## Ранни години
Роден е през 1891 г. в днешна Босна и Херцеговина, тогава все още част от Османската империя. Посещава Държавния учителски институт в Сараево и за кратко дори преподава в босненско училище. През 1913 г. Илич се премества в Белград, където се занимава с журналистика. По това време установява връзка с нелегалната военна организация „Черната ръка“. Връща се в Сараево през 1913 г. и работи там като редактор на местен сръбски вестник. Там става член на сръбската националистическа организация „Млада Босна“. Със съдействието на „Черната ръка“ организира покушението срещу престолонаследника на австро-унгарския трон Франц Фердинанд. Той е главното движещо лице, което планира доставката на оръжието и взривните материали и набира останалите шестима участници в атентата срещу австрийския ерцхерцог: Гаврило Принцип, Неделко Чабринович, Васо Чубрилович, Трифко Грабеж, Мухамед Мехмедбашич и Цветко Попович. Бил е близък приятел с Гаврило Принцип.

## Сараевски атентат
Данило Илич е оперативен организатор на покушението. На 28 юни 1914 той разполага участниците в акцията по пътя на височайшия кортеж с инструкцията: поне един от тях трябва да успее да насочи оръжие срещу него и да улучи Франц Фердинанд, а по възможност и австрийския губернатор на Босна и Херцеговина ген. Оскар Потиорек. След първия неуспешен опит, когато бомбата, хвърлена от Неделко Чабринович, улучва следващата кола от свитата, вторият опит за покушение, извършен от Гаврило Принцип, се оказва успешен. Сараевската полиция най-после разбира, че си има работа с цяла организация, а не с отделни метежни индивиди. Чабринович и Принцип са заловени веднага, но те не проговарят в полицията. Данило Илич е заловен при рутинна проверка, но се предполага, че именно той се огъва и издава останалите членове на младежкото формирование. Всички участници са заловени, с изключение на Мухамед Мехмедбашич, който избягва първо в Черна гора, а после в Сърбия и се връща в Сараево едва след войната.

## Присъда
„Млада Босна“ е разформирована и забранена. Повечето ѝ участници са осъдени: трима от тях (Данило Илич, Цветко Чубрилович и Мишко Йованович) на обесване, останалите на различни срокове затвор – от 3 до 20 години. Част от извършители: Гаврило Принцип, Неделко Чубрилович и Трифко Грабеж могат да получат само максимален срок тъмничен затвор, защото според австро-унгарските закони непълнолетни лица, ненавършили 21 години, не могат да бъдат изпращани на бесилото.
Данило Илич заедно с Велко Чубрилович и Мишко Йованович са обесени на 3 февруари 1915 г.
|  | Тази страница частично или изцяло представлява превод на страницата Danilo Ilić в Уикипедия на английски. Оригиналният текст, както и този превод, са защитени от Лиценза „Криейтив Комънс – Признание – Споделяне на споделеното“, а за съдържание, създадено преди юни 2009 година – от Лиценза за свободна документация на ГНУ. Прегледайте историята на редакциите на оригиналната страница, както и на преводната страница, за да видите списъка на съавторите. ВАЖНО: Този шаблон се отнася единствено до авторските права върху съдържанието на статията. Добавянето му не отменя изискването да се посочват конкретни източници на твърденията, които да бъдат благонадеждни. |